# 길주중학교
길주중학교(吉州中學校)는 대한민국 경상북도 안동시 용상동에 있는 공립 중학교이다.

## 학교 연혁
- 1997년 8월 27일 : 길주중학교 6학급 설립인가
- 1999년 3월 1일 : 초대 김성한 교장 취임
- 1999년 3월 3일 : 제1회 입학식 거행(남 174명, 여 86명 계 260명)
- 2002년 2월 16일 : 제1회 졸업식(남 172명, 여 87명) 계 259명
- 2003년 4월 25일 : 다목적강당 개관식
- 2005년 10월 31일 : 경상북도교육청 지정 영재교육 연구학교 운영보고회
- 2010년 11월 24일 : 교육정책 과제 수행 선비문화교육 연구중심학교 운영 보고회
- 2016년 3월 1일 : 2016학년도 경상북도교육청 지정 명품학교 운영
- 2016년 9월 4일 : 학교 별관(다목적실1.2, 과학실3)과 급식소 현대화 사업 완료
- 2021년 1월 8일 : 제20회 졸업식(남 116명, 여 104명 계 220명, 누계 5,686명)
- 2021년 3월 1일 : 제10대 황덕기 교장 취임
- 2024년 1월 4일 : 제23회 졸업식(남 120명, 여 110명 계 230명)
- 2024년 3월 4일 : 2024학년도 입학(남 111명, 여 83명 계 94명)

## 참고 자료
- 길주중학교 - 한국교육학술정보원 학교알리미